# 石澄
石澄（1431年—？），字士廉，直隸滁州衛人，明朝政治人物。進士出身。

## 生平
景泰元年（1450年）庚午科應天府鄉試第一百五十名。天順元年（1457年）丁丑科會試第二百八十七名，殿試登進士第二甲第十八名，授刑科給事中，成化元年（1465年）五月升刑科右，六月官至鴻臚寺右少卿，六年七月奏乞归乡省亲。

## 家族
曾祖父石永清。祖父石玉。父亲石銓。母鄭氏，重慶下。兄淵、潤、淳；弟浤、深、淮、浦。